# Condado del Zenete
El condado del Zenete es en título nobiliario español, que el rey Alfonso XII concedió por decreto de 13 de abril de 1885 y carta de 18 de junio de 1885 a María Pérez del Pulgar y O'Lawlor. Su nombre se refiere al Zenete, en la provincia de Granada. Este título fue el último que otorgó Alfonso XII.

## Condes del Zenete
- María Pérez del Pulgar y O'Lawlor, I condesa del Zenete[1]
- Tomás Owens y Pérez del Pulgar (1880-?), II conde del Zenete,[1]  casado con Antonia Rolland y Miota. Le sucedió su sobrino.
- Luis de Egaña y Owens, III conde del Zenete[2]
- Josefa Egaña y Owens, IV condesa del Zenete (desde 1980), le sucedió su hermana.[1]
- Concepción de Egaña y Owens (m. Madrid, 10 de marzo de 2012),[3] V condesa del Zenete[4]

La sucesión en el título fue solicitado por María del Carmen López Álvarez el 13 de septiembre de 2016.